# Всемирный культурный совет
Всемирный культурный совет, Consejo Cultural Mundial — всемирная ассоциация, основанная в Мексике в 1982 году с целью продвижения гуманитарных и культурных наук. Члены комитета со всего мира представляют различные научные области.
Среди основателей были мексиканец Хосе Рафаэль Эстрада, американцы Норман Борлоуг, Кристиан Б. Анфинсен и Пол Р. Эрлих, аргентинец Эдуардо де Робертис, британец Гарольд Г. Каллан и Джеральд Даррелл, француз Жак Э. Дюбуа, Вернер Арбер из Швейцарии, Оге Н. Бор из Дании, Франсиско Дж. Дай из Филиппин, Джон Кэрью Эклс из Австралии, Манфред Эйген из Германии, Мохаммед Эль Фаси из Марокко, Филипп В. Тобиас и Чарльз Танфорд из ЮАР.

## Награды
- Премия имени Хосе Васконселоса в области образования
- Премия Альберта Эйнштейна в области науки
- Премия с отличием имени Леонардо да Винчи
- Премия имени Роберта А. Уэлча